# Liqeni i Dashit
Liqeni i Dashit är en sjö i Albanien.   Den ligger i prefekturen Qarku i Kukësit, i den norra delen av landet, 140 km norr om huvudstaden Tirana. Liqeni i Dashit ligger 2 167 meter över havet.
Trakten runt Liqeni i Dashit består till största delen av jordbruksmark.  Runt Liqeni i Dashit är det glesbefolkat, med 18 invånare per kvadratkilometer.